# مسجد العر (مدينة المحويت)

تعديل مصدري - تعديل

مسجد العر هي إحدى قرى عزلة المحويت بمديرية مدينة المحويت التابعة لمحافظة المحويت، بلغ تعداد سكانها 817 نسمة حسب تعداد اليمن لعام 2004.